# José Amedo Fouce
José Amedo Fouce (Cerceda, Lugo, 1946) és un expolicia espanyol que va participar en el terrorisme d'Estat que va practicar el govern d'Espanya contra ETA, sent un membre destacat dels Grups Antiterroristes d'Alliberament (GAL).

## Biografia

### Inicis com a policia
La seva família es va traslladar a Bilbao, Biscaia, quan tenia tres anys. El 1968 va ingressar en el Cos General de Policia —després reconvertit en Cos Nacional de Policia— i va ser destinat des del principi al Servei d'Informació de la Prefectura Superior de Policia de Bilbao, on va arribar a ser subcomissari cap del Grup d'Informació de la Brigada Regional.
Durant la dècada de 1970 va treballar en tasques d'espionatge relacionades amb l'entorn de l'organització terrorista ETA, organització que va intentar matar-lo en repetides ocasions.

### Segrest de Segundo Marey
El 1983, arran del segrest per part d'ETA del capità de l'exèrcit Alberto Martín Barrios, i després de les corresponents informacions i contactes en els quals va participar al costat del llavors Governador Civil de Biscaia Julián Sancristóbal i els comandaments policials Francisco Álvarez Sánchez —Cap Superior de Policia de Bilbao i Delegat de la Lluita Antiterrorista per al País Basc i Navarra— i Miguel Planchuelo —Cap de la Brigada Regional d'Informació de la Lluita Antiterrorista—, les autoritats espanyoles van decidir segrestar al suposat membre d'ETA José María Larretxea Goñi. Sancristóbal ho va consultar amb el Ministre de l'Interior José Barrionuevo i el Director de la Seguretat de l'Estat Rafael Vera, els qui van donar el vistiplau a una operació que va acabar amb la detenció de quatre policies, l'inspector de policia Jesús Alfredo Gutiérrez Argüelles i tres geos. Per aconseguir l'alliberament d'aquests policies, van decidir pressionar a les autoritats franceses mitjançant el segrest del membre d'ETA Mikel Lujua Gorostola. No obstant això, van segrestar per error al ciutadà hispà-francès Segundo Marey Samper. Aquest segrest seria reivindicat pels Grups Antiterroristes d'Alliberament, grup fins llavors desconegut les sigles del qual GAL aviat serien associades a la guerra bruta contra ETA del govern espanyol.

### Processament i condemna per la seva implicació en els GAL
Amedo va ser detingut al juliol de 1988 per ordre del jutge instructor Baltasar Garzón després de la publicació de diverses informacions sobre la «guerra bruta» en els periòdics Diario 16 i El Mundo. La recerca posterior va revelar que el 1986 Amedo va realitzar diversos viatges a Portugal, de caràcter oficial i pagats amb fons reservats del Ministeri d'Interior, en els quals va contractar a mercenaris portuguesos per atemptar contra membres d'ETA a Iparralde.
El 20 de setembre de 1991 va ser condemnat per l'Audiència Nacional a 108 anys i vuit mesos de presó i accessòria d'inhabilitació per sis delictes d'assassinat frustrat (cinc com a autor moral i un com a autor per inducció), lesions, associació il·lícita i falsificació, tot això en relació amb l'anomenat "cas Amedo-Domínguez". Tal sentència va ser confirmada de manera pràcticament íntegra per la Sala Segona del Tribunal Suprem el 12 de març de 1992.
El juliol de 1998 va ser condemnat per la Sala Segona del Tribunal Suprem a nou anys i sis mesos de presó i onze anys d'inhabilitació absoluta pels delictes de segrest i malversació de cabals públics, en relació amb l'anomenat "cas Marey", en una sentència que també va condemnar a altres policies i a responsables de la seguretat de l'Estat i alts càrrecs del Ministeri d'Interior com José Barrionuevo, Rafael Vera, Julián Sancristóbal i Ricardo García Damborenea. Si bé va decidir no recórrer, la indicada sentència va ser confirmada pel Tribunal Constitucional al març de 2001.

### Repercussions polítiques
Fins a 1994, Amedo sostenia que els «GAL són un invent d'HB i d'un periodista batasuno» i que el «primer periòdic que llegia sempre a la presó era El Mundo, per veure les mentides que treia». No obstant això, en aquesta data Amedo i Domínguez van prestar una declaració davant el jutge Baltasar Garzón que va permetre la reobertura del "cas Marey". Així mateix, en una entrevista concedida a la Cadena Ser el 1995 afirmava que li semblava «aberrant» parlar de si havia sofert pressions per part de Garzón, encara que el 1997 li va acusar precisament de prevaricació i coaccions durant la instrucció dels sumaris relacionats amb els GAL. En qualsevol cas, Amedo i Domínguez van lliurar proves materials de la implicació en la "guerra bruta" de bona part de la cúpula de la Seguretat de l'Estat durant els governs del PSOE presidits per Felipe González, així com de qualificats membres d'aquest partit en aquesta època, com José Barrionuevo, Rafael Vera o Ricardo García Damborenea, aquest últim secretari general del Partit Socialista d'Euskadi a Biscaia i membre del Comitè Executiu Federal del PSOE; tots ells condemnats a diferents penes per la seva implicació amb els GAL.

### Després de la seva sortida de presó
Amedo va sortir en llibertat condicional l'any 2000, després d'haver passat dotze anys a la presó, la meitat d'ells en règim obert. El 2003 va ser absolt per falta de proves en el judici per l'assassinat de Santiago Brouard.
Després de la seva posada en llibertat, Amedo es va dedicar a la gestió immobiliària i a escriure. El 2006 va presentar el seu llibre La conspiración, on afirmava haver rebut pagaments per 30 milions de pessetes per part de Pedro J. Ramírez, director del diari El Mundo, perquè parlés sobre els GAL. Així mateix va afirmar que la recerca del GAL només va obeir als interessos personals que tenien Pedro J. Ramírez, Baltasar Garzón i Francisco Álvarez-Cascos a llevar Felipe González del poder.
En 2013 presentà el seu nou llibre titulat Cal viva, on revelava alguns detalls dels GAL. El 2016 va declarar sentir-se culpable i penedit per la seva participació en els GAL, i va demanar que es reconegués que els GAL van ser creats, emparats i finançats per l'Estat espanyol.